# Robby Gordon
Statistiques en NASCAR Cup Series
Dernière mise à jour :  
Robby Gordon, né le 2 janvier 1969 à Bellflower, Californie, est un pilote automobile américain. Spécialisé dans les épreuves de NASCAR depuis 1997, il a également piloté en CART, IRL, et dispute régulièrement des épreuves de type tout-terrain, ce qui l'a amené à participer à plusieurs reprises au Rallye Dakar et à créer un championnat tout-terrain aux États-Unis.

## Biographie

### Baja et rallye-raid
Fils d'un célèbre pilote d'off-road, c'est dans le championnat mexicain SCORE Championship Desert Racing Series que Gordon a fait ses débuts en sport automobile. Titré à cinq reprises dans sa catégorie, et vainqueur de la célèbre Baja 1000 en 1989 et en 1990 avec Bob, lui-même lauréat en 1987, il décide de réorienter sa carrière dans les courses sur circuit.
Mais aujourd'hui encore, Gordon continue de piloter partiellement dans les épreuves tout-terrain, une discipline dans laquelle il a d'ailleurs créé sa propre équipe. Il a ainsi remporté une nouvelle fois la Baja 1000 en 2006, et dispute depuis quelques années le Rallye Dakar. Après une première apparition en 2005 dans la classique africaine au volant d'un prototype Volkswagen officiel (12e au classement général final, avec deux victoires d'étape, une grande première pour un pilote américain dans la catégorie « voiture »), Gordon est revenu les années suivantes avec sa propre équipe, baptisée « Team Dakar USA ». Au volant de buggys Hummer à deux roues motrices, il a abandonné en 2006, terminé huitième en 2007 et troisième en 2009.
L'Américain a terminé prématurément le rallye Dakar 2011 sur problème mécanique lors de la quatrième étape entre Jujuy (au nord de l'Argentine) et Calama (nord du Chili). Lors de l'édition 2012, il est exclu de la course à l'issue de la dixième étape pour « non-conformité technique » de son moteur. Il fait appel de la décision, ce qui lui permet de continuer le rallye en attendant le verdict final du tribunal national d'appel de la FFSA (l'exclusion sera confirmée postérieurement).

### Endurance et monoplace
Après sa fructueuse carrière en off-road, Gordon accède en 1990 au championnat Trans-Am ainsi qu'au championnat d'endurance IMSA, où il décroche plusieurs succès de catégorie dans les épreuves les plus prestigieuses que sont les 24 Heures de Daytona et les 12 Heures de Sebring. Puis, à partir de 1992, il est engagé dans le championnat CART, alors la discipline de référence en Amérique du Nord. Mais malgré deux victoires, il ne parvient pas à s'établir comme l'un des meilleurs pilotes du championnat, et à partir de 1997, il décide de faire rebondir sa carrière en NASCAR. Mais cela ne l'empêche pas de continuer à participer annuellement aux 500 miles d'Indianapolis, épreuve qu'il est tout proche de gagner en 1999, avant qu'une panne d'essence dans l'ultime tour (Gordon avait tenté un coup tactique en faisant l'impasse sur l'ultime ravitaillement) ne l'oblige à céder la victoire au Suédois Kenny Bräck. Les 500 miles d'Indianapolis étant organisé le même jour que le Coca-Cola 600 de Charlotte (l'une des épreuves phares de la saison de NASCAR), Gordon a été amené à plusieurs reprises à participer aux deux courses consécutivement.

### NASCAR

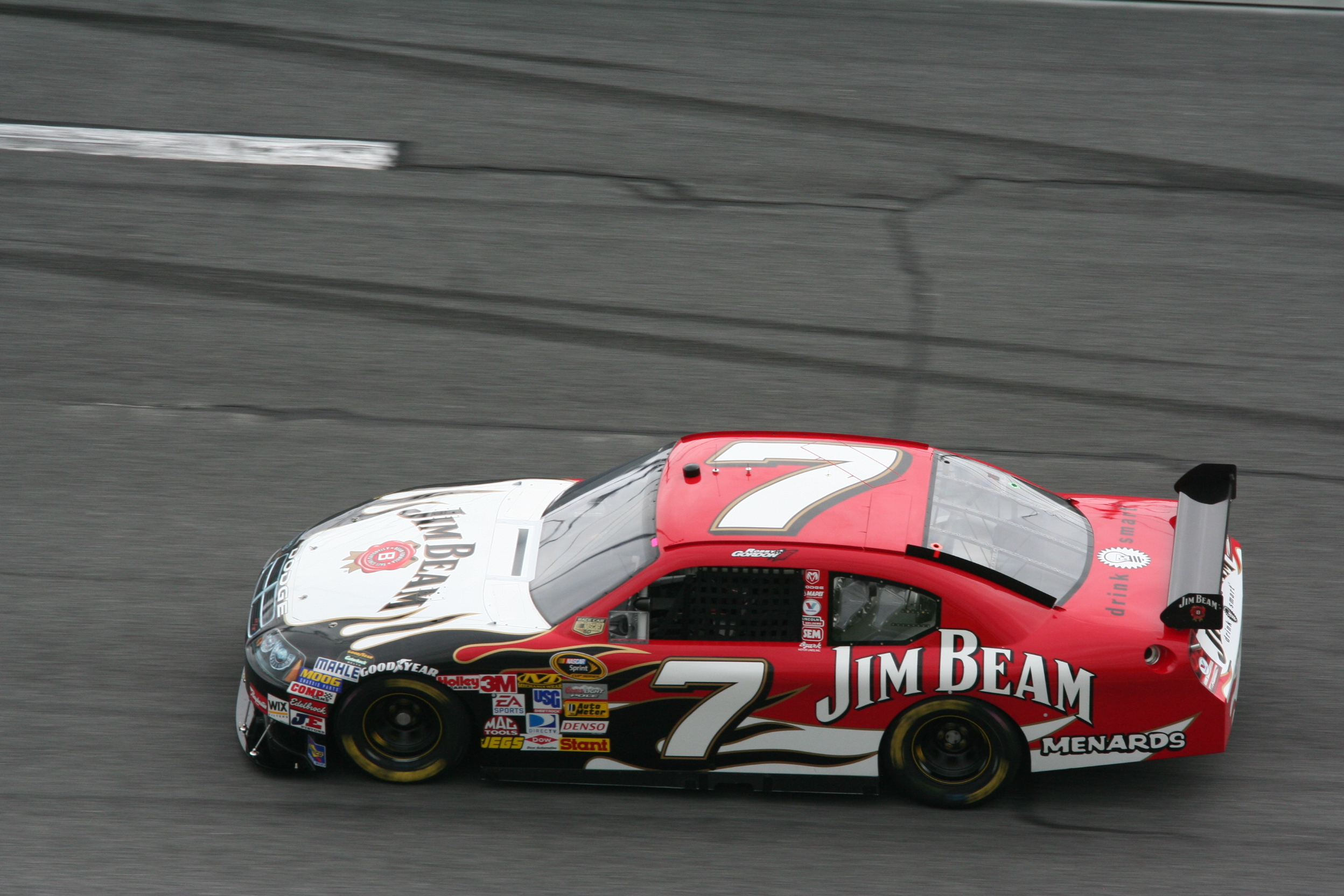
Robby Gordon à Daytona en 2008

En 1997, Gordon est engagé par l'écurie SABCO, qui dispute la Winston Cup. Malgré des performances plus que mitigées, il parvient à décrocher un volant fin 2001 au sein de la puissante équipe Richard Childress Racing, avec laquelle il remporte sa première victoire dans la discipline, sur l'ovale du New-Hampshire. En 2003, pour ce qui reste à ce jour sa meilleure année en NASCAR, il décroche deux nouveaux succès, tous deux acquis lors des deux manches routières de la saison (Sears Point et Watkins Glen). Non retenu par Richard Childress au terme de la saison 2004, Gordon dispute depuis 2005 la Cup au sein de sa propre écurie, qu'il engageait précédemment dans les épreuves de Busch Series.

## Autres
En 2013 il crée les Stadium Super Trucks (en), un championnat de courses de pick-ups V8 tout-terrain disputé sur terre battue dans des stades aménagés pour l'occasion.

## Divers
Robby Gordon n'a aucun lien de parenté avec Jeff Gordon, l'un des pilotes NASCAR les plus titrés de l'histoire, et son adversaire dans les pelotons de Nextel Cup. Les deux hommes ne sont d'ailleurs pas réputés pour entretenir des rapports très cordiaux.

## Controverses
En mai 2005, au milieu du concert de louanges entourant les débuts de Danica Patrick aux 500 miles d'Indianapolis, Robby Gordon fait entendre une voix discordante en affirmant que la jeune femme pilote, plus légère que ses concurrents, bénéficiait d'un avantage injuste. La maladresse de ses propos (pourtant difficilement contestables sur le fond) ne fait alors que renforcer son image de pilote un peu « rustre », qui est paradoxalement une des sources de sa grande popularité aux États-Unis.
L’Américain a été exclu du Dakar 2012 pour non-conformité de son Hummer:
Le Hummer, qui répond à la réglementation du championnat américain Score, possède un système de gonflage-dégonflage des pneus, très pratique dans le sable, surtout pour une deux roues motrices. Le team américain a utilisé ce compresseur pour « gaver » le moteur en contournant la bride d’admission d’air, boostant ainsi la puissance du moteur Chevrolet. Le compresseur alimentait une roue de secours faisant office de filtre à air avec une pression de 6 bars. Un tuyau bien masqué reliait ensuite la roue à l'admission du moteur via l'orifice de recyclage des gaz.
Cet apport d'air permettrait au V8 de développer une puissance de 600 à 700 chevaux, soit le double de ce qui est autorisé par le règlement technique. Ce système, astucieux, était commandé depuis le tableau de bord et actionné avant le départ de chaque spéciale.
Pour rappel, Robby Gordon a été exclu de l’épreuve.

## Rallye Dakar
- 2005 : 12e (victoire de deux étapes)
- 2006 : Abandon
- 2007 : 8e (victoire d'une étape)
- 2009 : 3e
- 2010 : 8e (victoire d'une étape)
- 2011 : Abandon
- 2012 : Exclu (victoire d'une étape)
- 2013 : 14e (victoire sur deux étapes)
- 2014 : Abandon
- 2015 : 19e
- 2016 : 25e
- 2018 : Abandon